# Oscar W. Hagen
Oscar W. Hagen (* 7. März 1884 im Richland County, North Dakota; † 12. September 1945) war ein US-amerikanischer Politiker. Zwischen 1941 und 1943 war er Vizegouverneur des Bundesstaates North Dakota.

## Werdegang
Oscar Hagen war der Vater von Orville W. Hagen (1915–2007), der zwischen 1961 und 1963 ebenfalls Vizegouverneur von North Dakota war. Er arbeitete in der Zeitungsbranche und gab die politische Zeitung McKenzie Counter Leader heraus, für die auch sein Sohn einige Zeit tätig war. Politisch war er Mitglied der Republikanischen Partei. Zwischen 1937 und 1940 gehörte er dem Repräsentantenhaus von North Dakota an.  Im Jahr 1939 war er dessen Speaker als Nachfolger von Math Dahl.
1940 wurde Hagen an der Seite von John Moses zum Vizegouverneur von North Dakota gewählt. Dieses Amt bekleidete er zwischen 1941 und 1943. Dabei war er Stellvertreter des Gouverneurs und Vorsitzender des Staatssenats. Er starb am 12. September 1945.